# Billy Olsson
Erik Billy Olsson, född 11 februari 1941 i Stora Kils församling i Värmlands län, är en svensk lärare, ämbetsman och politiker (folkpartist).

## Biografi
Billy Olsson, som kommer från en bondefamilj, var ledamot i Stora Kils kommunalfullmäktige 1968–1970 och därefter riksdagsledamot för Värmlands läns valkrets 1971–1973. Han var också riksdagsersättare i perioder 1974 och 1975. I riksdagen var han bland annat suppleant i försvarsutskottet och kulturutskottet 1971–1973. Han engagerade sig främst i internationella biståndsfrågor och för lokalt aktivitetsstöd inom idrott, men även i alkohol- och narkotikapolitik och värnpliktsfrågor. Han var därefter förbundsordförande i Folkpartiets ungdomsförbund 1974–1975.
Billy Olsson blev 1978 byråchef vid Centrala studiestödsnämnden, och år 1984 myndighetens generaldirektör. Den "offensive cutback management"-strategi som framgångsrikt tillämpades under Billy Olssons tid för att effektivisera CSN har studerats i en amerikansk fallstudie från 1992. Ett stipendium kallat Nordic Grant har utlysts i Billy Olssons namn av Pacific Lutheran University i Tacoma, Seattle, där många skandinaviska studenter läser.
Under åren i Gnarp var han en tid engagerad i kyrkopartiet Gnarps Väl. Olsson var mellan juni 2006 och juni 2011 ordförande i tidningskoncernen Mittmedia. Han är engagerad i hjälpverksamhet för en skola och ett barnhem i Rajahmundry, Indien.